# Unverweslichkeit

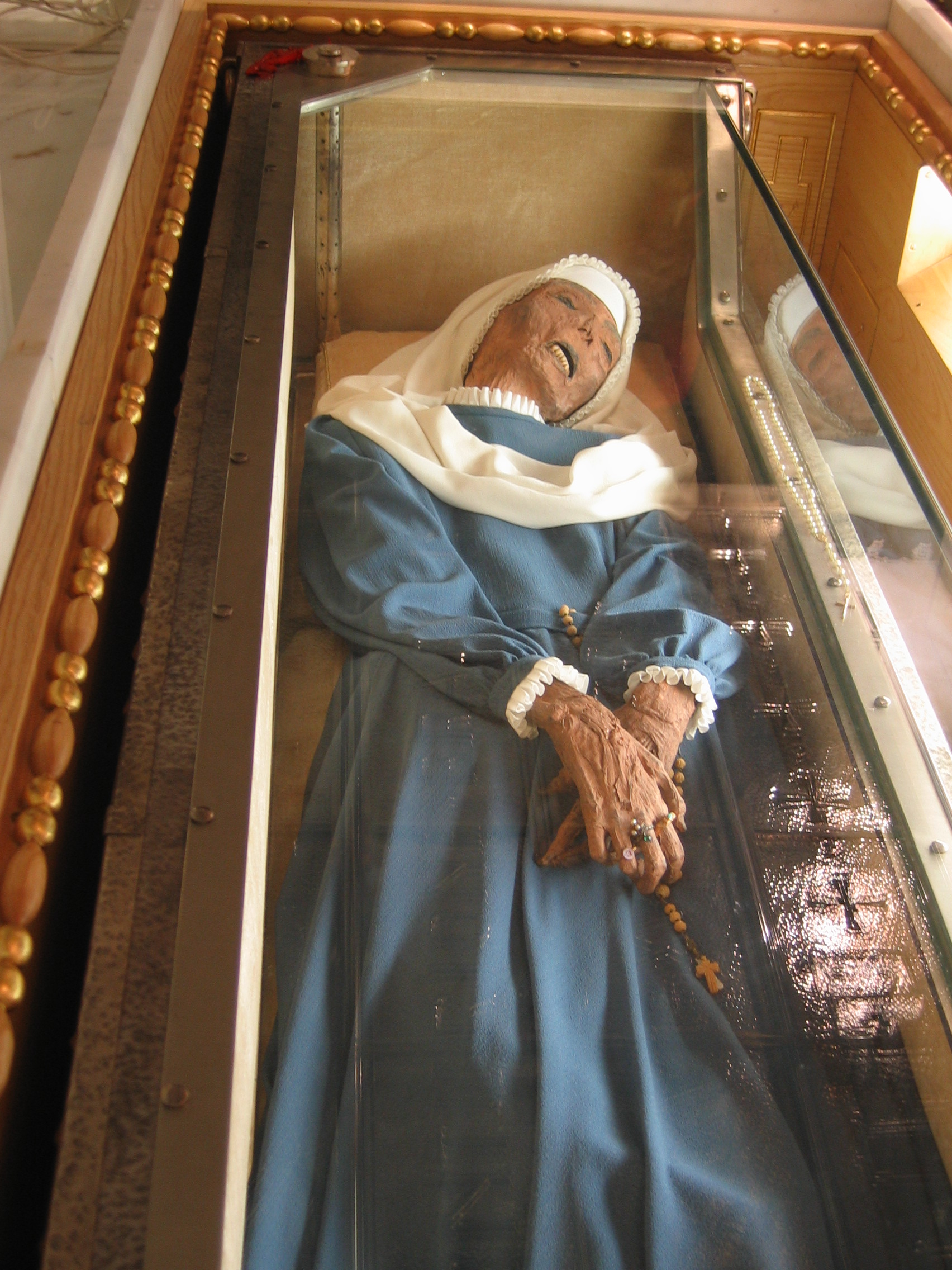
Mumie der heiligen Sr. Virginia Centurione Bracelli

Unverweslichkeit wird in einigen religiösen Kreisen als Eigenschaft den Überresten (siehe auch Reliquie) verschiedener Heiliger zugeschrieben, deren Verwesungszustand atypisch ist.
In der römisch-katholischen sowie der orthodoxen hagiografischen Tradition wird ein sehr guter Erhaltungszustand eines Leichnams auf göttliches Eingreifen zurückgeführt. Solche Unverweslichkeit wird besonders dann angenommen, wenn natürliche Umstände die Verwesung beschleunigen würden.
Eine mögliche Erklärung besteht in der Bildung von Adipocire, welches spontan zur Aushärtung sämtlicher Körperfette und der Bildung sogenannter Wachsleichen führt. Wissenschaftliche Studien konnten belegen, dass kühle, feuchte und wenig belüftete Bestattungsorte diesen Vorgang nachweislich begünstigen.

## Allgemeines
Unverweslichkeit ist zu unterscheiden von künstlicher Mumifizierung und wird in manchen Religionen von natürlichen physikalischen und biochemischen Vorgängen, die die Erhaltung der Körperform bewirken, unterschieden.
Mehrere Ganzkörperreliquien werden in anscheinend unverwestem Zustand der Verehrung dargeboten. Solche Unverweslichkeit wird als übernatürliches Phänomen verstanden. Indem Gottes Schöpfermacht den natürlichen Prozess der Verwesung des menschlichen Leichnams verhindere oder verzögere, bestätige er die Heiligkeit des Toten. Biblischer Hintergrund dieser Anschauung ist vor allem Ps 16,10 , wie er u. a. in Apg 2,27  zitiert wird: „noch lässt du deinen Frommen die Verwesung schauen.“
Das Phänomen einer natürlichen Mumifikation, bzw. die Ausbildung von Wachsleichen, ist auch unabhängig von einer religiösen Verehrung der Verstorbenen zu beobachten, Beispiele hierfür sind der Ritter von Kahlbutz und die Mumien im Bremer Bleikeller.
Einbalsamierung berühmter Persönlichkeiten ist auch aus dem nicht-religiösen Kontext bekannt, z. B. im Fall des 1924 verstorbenen Lenin (siehe auch Lenin-Mausoleum).

## Römisch-katholische Kirche
In der römisch-katholischen Kirche wird die Unverweslichkeit seit dem Mittelalter als göttliches Zeichen betrachtet. Als ein für die Heiligsprechung relevantes Wunder gilt Unverweslichkeit jedoch nicht.
Ein Beispiel für eine von Menschenhand geschaffene Mumifizierung ist der unverweste Leichnam des heiligen Papstes Johannes XXIII., der durch chemische Verfahren konserviert wurde und durch den Luftabschluss in einem dreifach versiegelten Sarg bis heute überdauert.
Seit dem 19. Jahrhundert wird versucht, Unverweslichkeit mit wissenschaftlichen Mitteln von natürlichen und künstlichen Mumifizierungen zu unterscheiden. Bei einigen der unverweslichen Leichname, die sich in Reliquienschreinen befinden, sind Gesicht und Hände mit Wachsnachbildungen bedeckt, beispielsweise bei der heiligen Bernadette. Das Gesicht von Padre Pio wird von einer Silikonmaske verdeckt, die auch die buschigen Augenbrauen und den Bart nachbildet. Diese Maske wurde nach einer Fotografie des Leichnams von Pater Pio aus dem Jahre 1968 von dem Londoner Gems-Studio hergestellt, das gewöhnlich für Wachsfigurenkabinette und Völkerkundemuseen tätig ist.

## Orthodoxe Kirche
Auch in den orthodoxen Kirchen ist bei einer beträchtlichen Anzahl von Heiligen deren Unverweslichkeit Bestandteil der Verehrung. Verschiedene Legenden erzählen von der wunderhaften Auffindung solcher Reliquien.

## Beispiele

### Orthodoxe Tradition

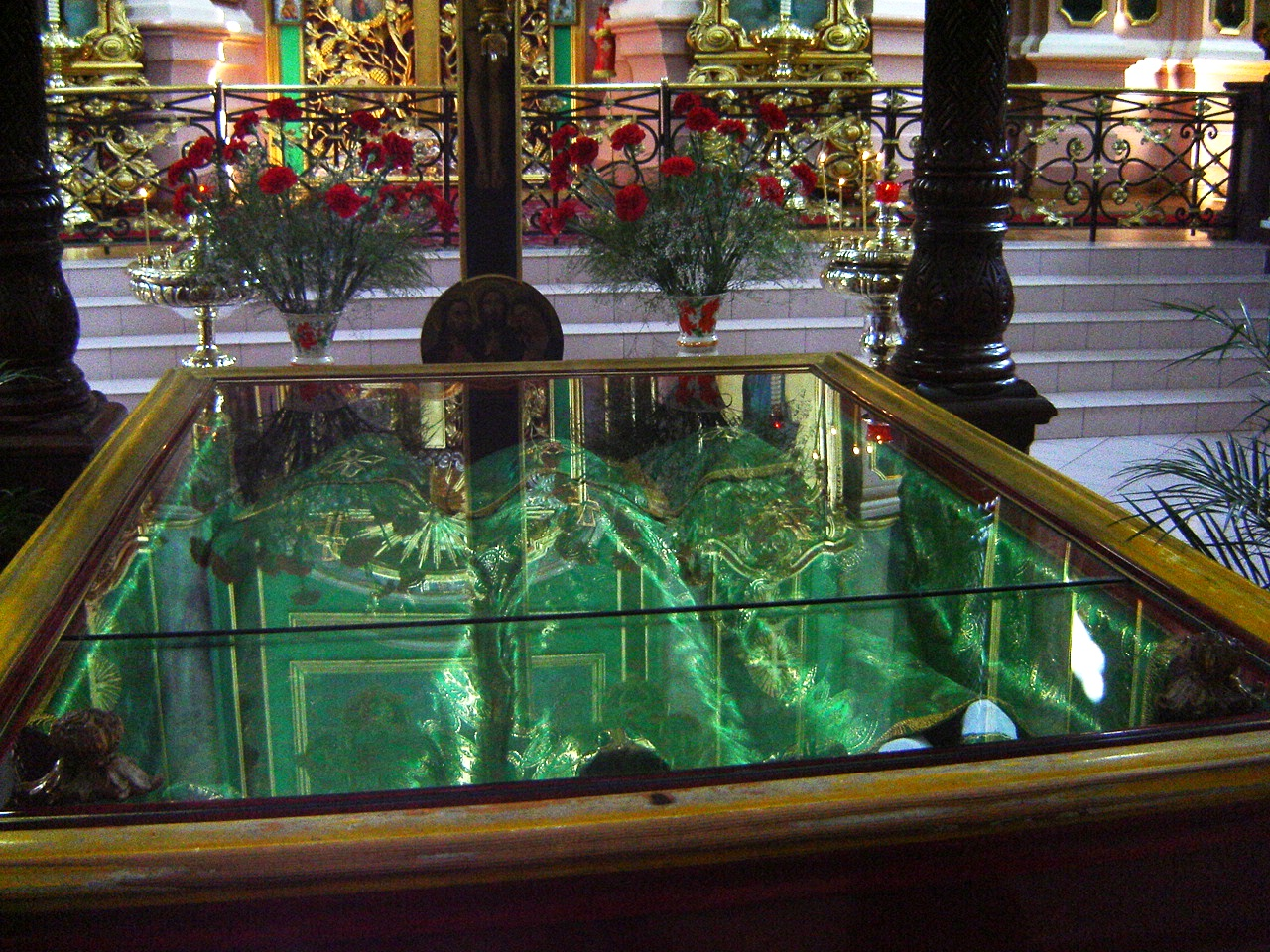
Reliquien der hll. Antonius, Johannes und Eustathius in der orthodoxen Kirche Heilig Geist in Vilnius

- Spyridon
- Dionysos von Zakynthos

### Römisch-katholische Tradition
- Bernadette Soubirous
- María de León Bello y Delgado
- Catherine Labouré
- Cäcilia
- Caterina de’ Ricci
- Katharina von Siena
- Klara von Montefalco
- Koloman
- Cuthbert
- Didakus von Alcala (San Diego de Alcala)
- Etheldreda
- María de Jesús de Ágreda
- Josaphat
- Mafalda von Portugal
- Maria vom göttlichen Herzen
- Maria Magdalena von Pazzi
- Rita von Cascia
- Rosa von Viterbo
- Scharbel Machruf

## Bildergalerie

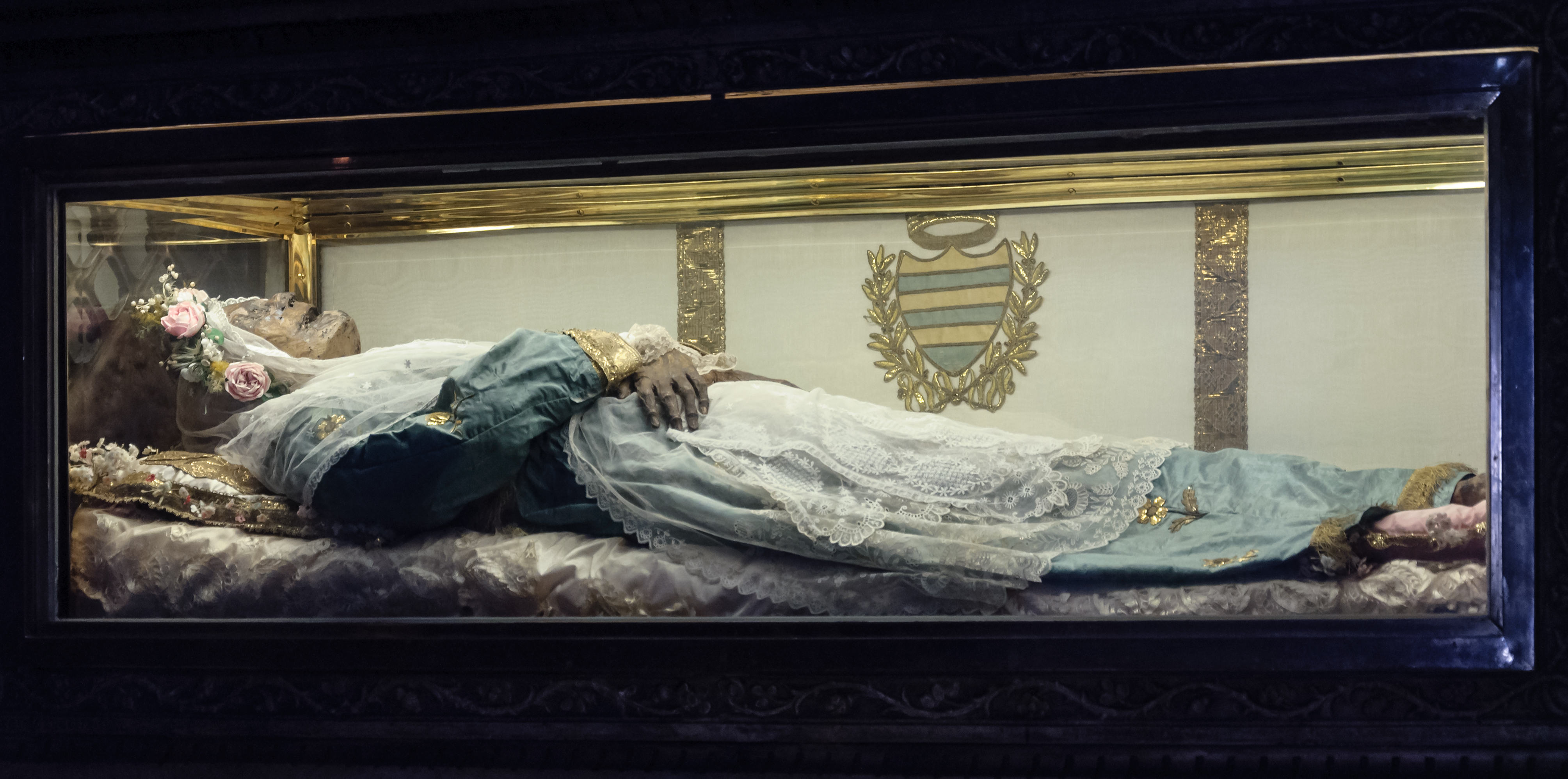
Die heilige Zita
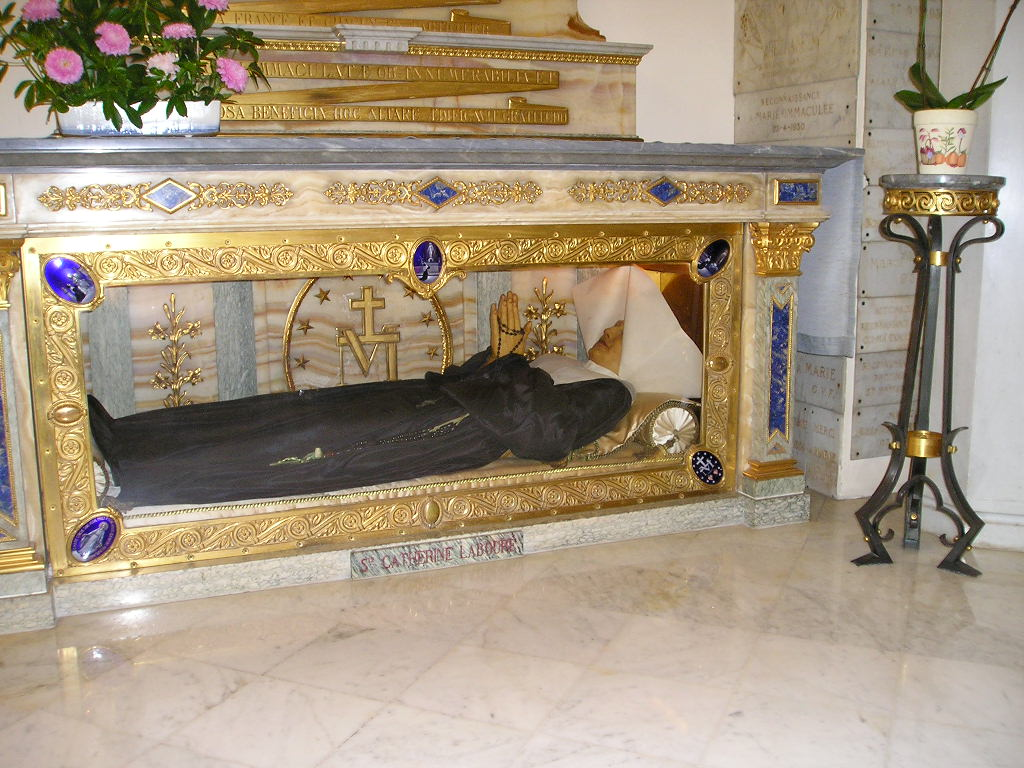
Die heilige Catherine Labouré in der Rue du Bac, Paris
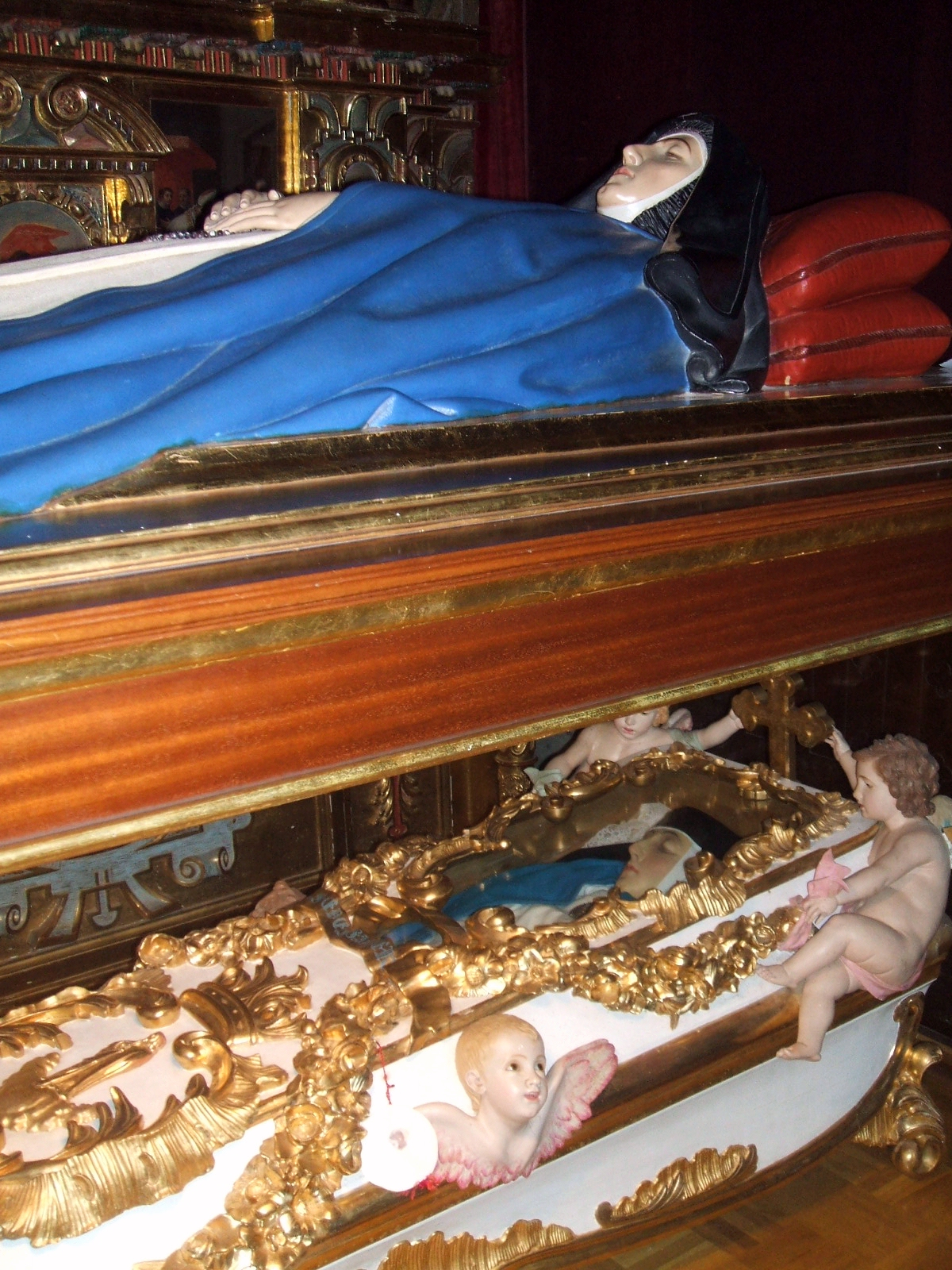
Die ehrwürdige Dienerin Gottes María von Ágreda
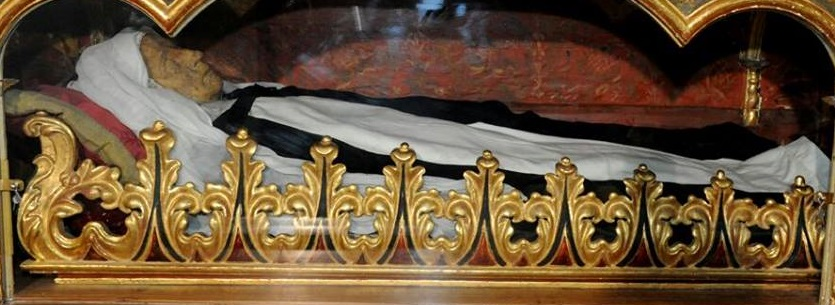
Die Dienerin Gottes Sr. María de León Bello y Delgado im Kloster der hl. Katharina von Siena in San Cristóbal de La Laguna auf Teneriffa
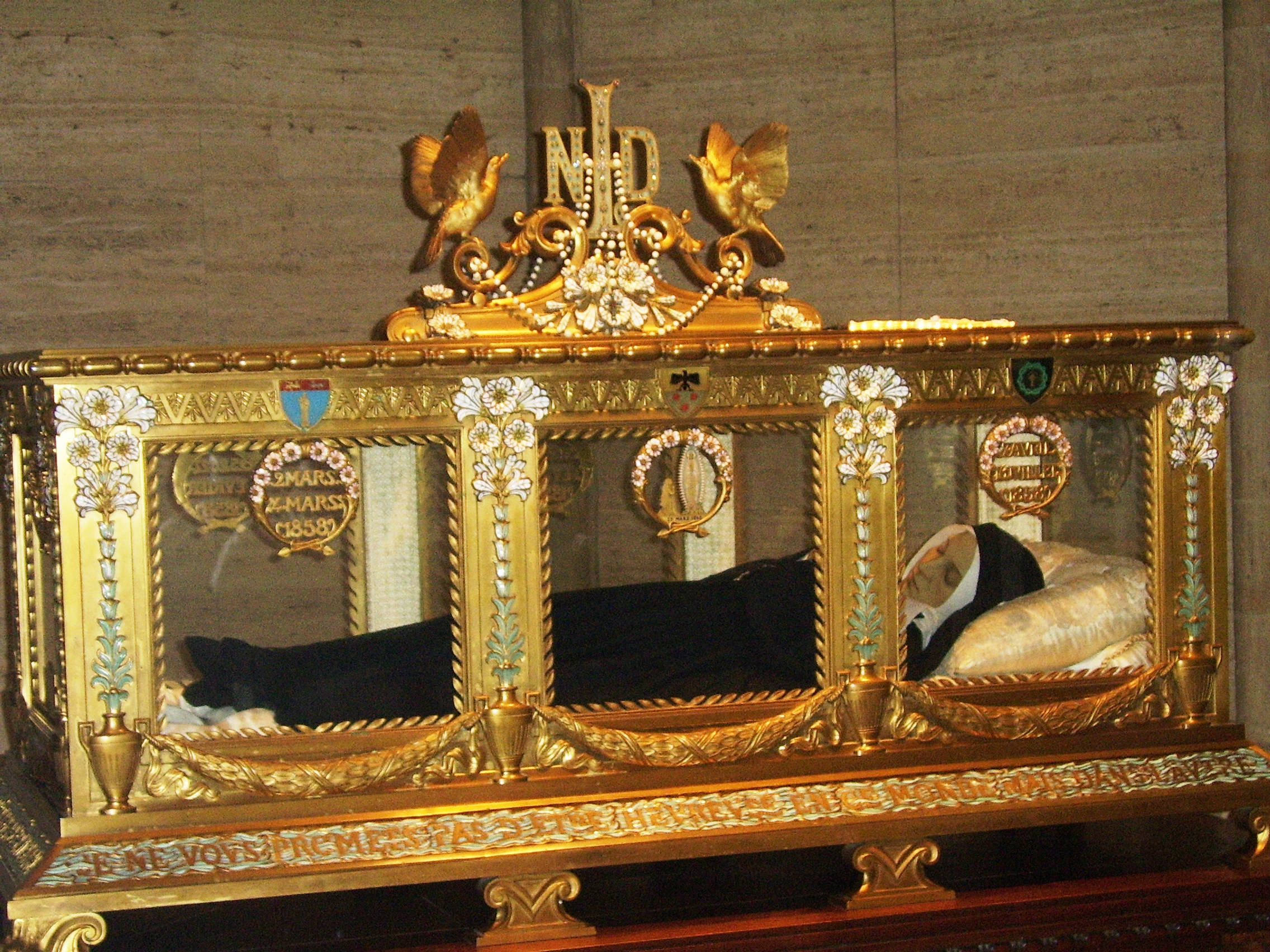
Die heilige Bernadette Soubirous in der Kapelle des Klosters Saint-Gildard, Nevers